# غزة (البقاع)
غزة  هي إحدى القرى اللبنانية من قرى قضاء البقاع الغربي في محافظة البقاع، وهي مركز اتحاد بلديات السهل.
غزة هي إحدى القرى اللبنانية من قرى قضاء البقاع الغربي في محافظة البقاع.
مصدر الاسم:
هناك ثلاث احتمالات في تفسير أصل التسمية، يرجعها الاحتمال الأول إلى اللغة الآرامية "Gazze" أي «مخازن وكنوز ومدّخرات». ويرجعها الاحتمال الثاني إلى كلمة "Gezze" وتعني جزّات (الصوف المجزوز)، والاحتمال الثالث هي أن أحد قاده الجيوش الإسلامية سماها «غزة» أي مكان استراحة الجيوش.
الموقع:
تبعد غزة 62 كلم (38.5268 مي) عن بيروت عاصمة لبنان. ترتفع 870 م (2854.47 قدم - 951.432 يارد) عن سطح البحر وتمتد على مساحة 760 هكتاراً (7.6 كلم²- 2.9336 مي²).
ويمكن الوصول إليها عبر طريق:
شتورة - المرج - جب جنين - غزة أو قب إلياس - الطريق الغربي - المنصورة - غزة، أو جب جنين - غزة.
السكان:
يقدّر عدد السكان المسجّلين في سجلات الأحوال الشخصية بنحو 6,150 نسمة ينتمون إلى المذهب السنّي. وتتميّز غزة بكثرة أهاليها المهاجرين (نحو 60% منهم)، خاصة إلى فنزويلا والبرازيل ودول أخرى مثل الولايات المتحدة وأستراليا ودول الخليج العربية وأوروبا وأفريقيا. ويوجد في البلدة نحو 1,000 منزل.
بلغ عدد الناخبين 3837 ناخباً في أيار من العام 2004 مقارنة بـ 3,476 ناخباً في العام 2000. وتوزّعوا على عدة عائلات أبرزهم:
أبرز العائلات:
المجذوب، القادري، الصميلي، أبو جخ، عبد الهادي، الغزاوي، مراد، داهوك، منصور، رجب، أبو ناصيف، ياسين، خليل، هزيمة، أبو مراد، طه، عياش، عبد الفتاح، زهران، شرانق، العقلة، القدة، أبو سعيد، الأنصاري، الكردي، الترك، إلخ.
تحدها من الشمال الخيارة والقادرية وحوش الحريمة، ومن الجنوب جب جنين وكامد اللوز، ومن الشرق السلطان يعقوب التحتا والسلطان يعقوب الفوقا وتل الزعازع.
أهمية موقعها:
تعتبر غزة نقطة وصل بين مختلف قرى البقاع الأمر الذي يكسبها أهمية زراعية وتجارية واسعة في منطقتها.
إنجازات ذاتية:
استطاعت بلدة غزة تخطي مآسي الحرب الأهلية من خلال إنشاء لجنة أهلية ذاتية تمكنت بفضل جهود ودعم أهاليها ومغتربيها، وخاصة في البرازيل وفنزويلا، حيث أقامت منتزها خاصا وأنشأت شبكة الصرف الصحي إلى غيرها من المشاريع الحيوية.
أهم مرافقها:
تحتوي بلدة غزة البقاع الغربي، في شارع المدارس، على مدارس حكومية وخاصة ومركز النادي وفرع للجامعة اللبنانية.
يعتبر سوق غزة الشعبي (سوق الخميس) من أنشط أسواق المنطقة.